# 郷原宿

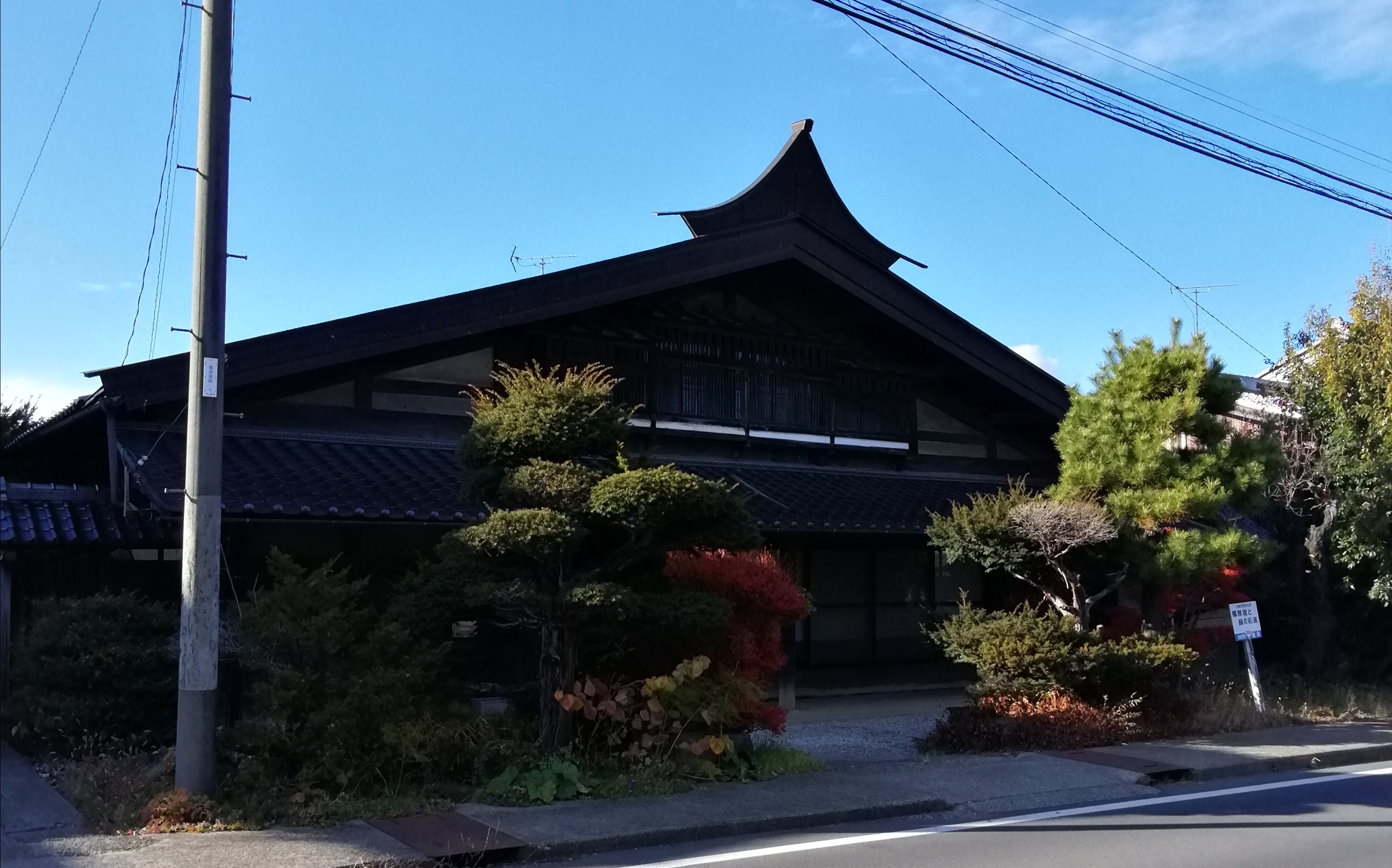
下問屋

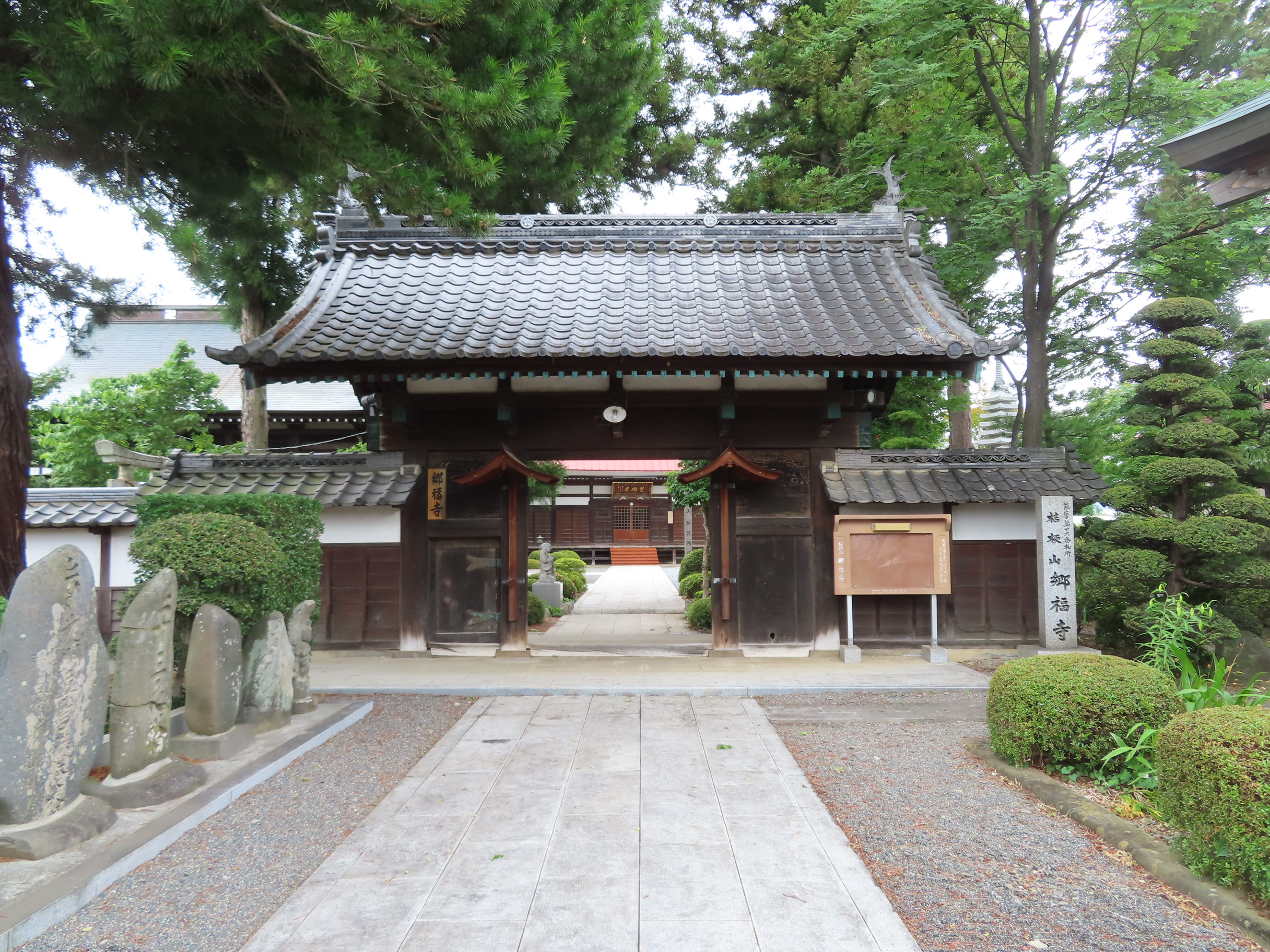
郷福寺

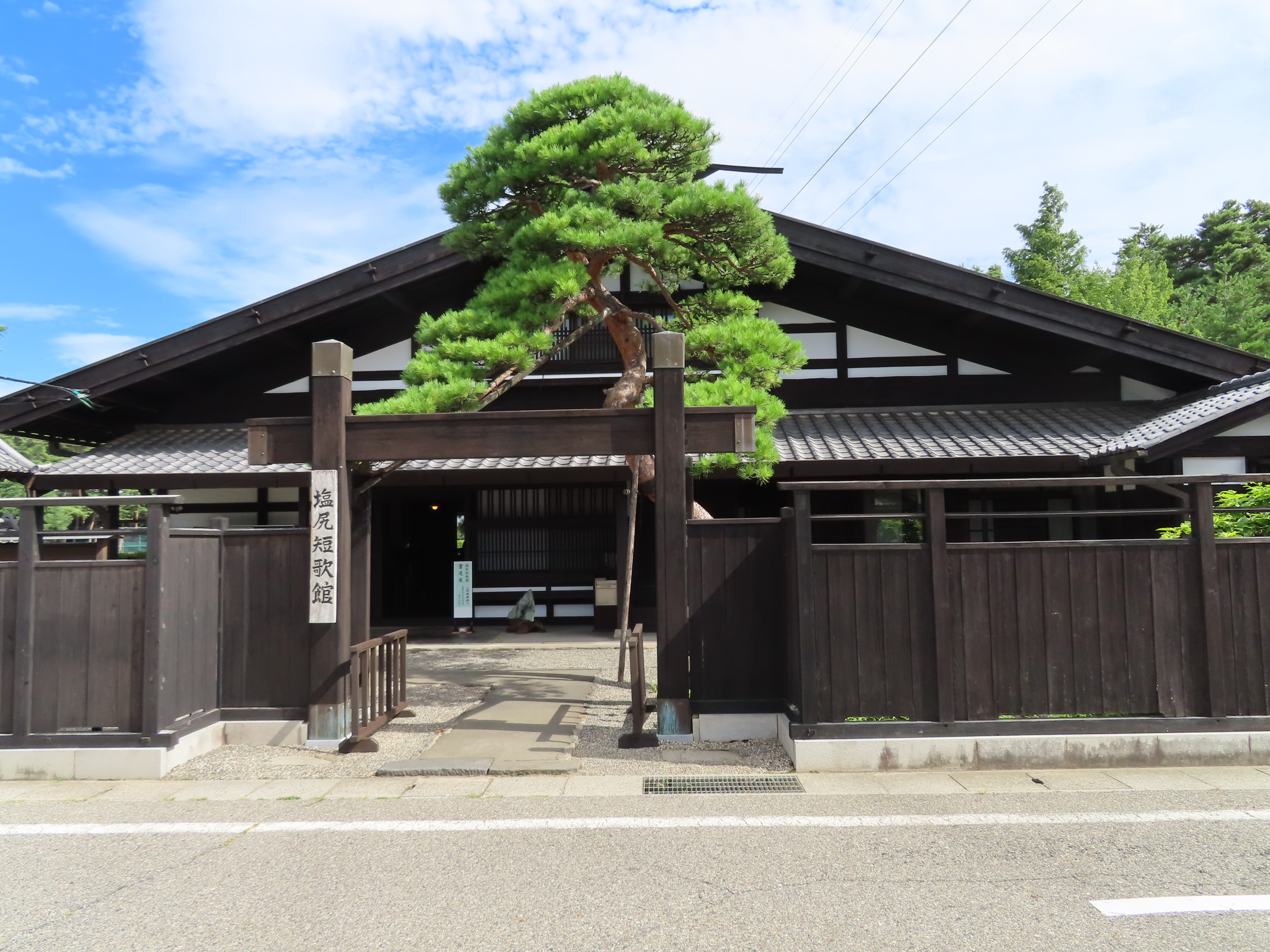
塩尻短歌館

郷原宿（ごうばらじゅく）は、北国西街道（善光寺街道、善光寺西街道）の宿場で、信濃国筑摩郡郷原町村と堅石町村にまたがっていた（現・長野県塩尻市）。なお、1902年（明治35年）の篠ノ井線開通（松本駅 - 塩尻駅間）に伴い宿場の機能を失っている。

## 歴史
慶長18年（1613年）、松本藩に小笠原秀政が飯田（現・飯田市）より入封し、翌年宿場改めを行った。中山道洗場宿から猿ヶ馬場峠を越えて谷街道稲荷山宿までの善光寺街道を整備し、奈良井川東岸の上野地籍の人々を街道沿いに移住させて郷原宿を設定した。南北3町32間で、当初は総家数23軒の集落であった。これが慶安4年（1651年）には38軒、安政2年（1855年）には総家数72軒となっている。
それでも中山道三宿の天保14年（1843年）の家数は塩尻宿166軒、洗馬宿163軒、本山宿117軒と比べるとはるかに少ない。これは中山道が五街道の一つであって公儀の通行が多く、主要街道としての宿場の構成を備えていたからであり、郷原宿は地方の脇街道の宿場であったためである。
元禄3年（1687年）ころから伝馬（馬による荷物運び）、助郷（人馬の応援提供）が整備され、助郷宿としての役割を担った。本陣や脇本陣はなかったが、大名などは旅籠の「山城屋」や問屋に休泊したとされる。特に山城屋には上洛途中の佐久間象山も宿泊の記録が残る。問屋役は上問屋と下問屋が毎月交代で務めた。
2度の大火により、郷原宿は全焼する。一度目は文政4年（1821年）で、二度目は安政5年（1858年）。1度目の大火で郷福寺も全焼するがその後再建されている。2度目の大火の際、郷福寺のみが類焼を免れた。

## 特徴
幕末の安政5年の大火の後に再建された町並みは、かつて柳宗悦が「宿場全体が誠に見事な一個の作品だといってよい」と絶賛した。古い建物は、緩い勾配の切妻屋根で、妻側を正面とする本棟造。「雀おどり」と呼ばれる棟飾りが威風堂々とした外観を与えている。また、家屋の前面には庭木が植えられていて、他の宿場町と異なる独特の景観を作っている。現代の建物にも、妻入りの構造は引き継がれている。

## 交通手段

### 最寄り駅
- JR東日本 篠ノ井線・広丘駅

### 乗合バス
- デマンド乗合バス のるーと塩尻

宿場町に複数あるミーティングポイントいずれかで下車。
かつて宿場内を運行していた塩尻市地域振興バスの路線は2024年3月31日を以て廃止された。

## 史跡・みどころ
- 郷福寺
- 古井戸
- 用水路
- 山城屋など屋号のある旅籠屋
- 上問屋（現在は郵便局、この付近にかつて高札場が設置されていた。高札も残る）
- 下問屋
- 塩尻短歌館 - 母屋は旧家の柳沢家から塩尻市へ寄贈された本棟造の建物。太田水穂、島木赤彦、若山牧水のゆかりの品々を展示する。

## 隣の宿
北国西街道
洗馬宿  -（1里24町）-  郷原宿 -（1里12町）-  村井宿

## 出身の著名人
- 赤羽巌穴（明治時代の社会主義者）
- 郷原古統（日本画家）
- 森山儀文治（弁護士、政治家）